# 黄花羊耳蒜
黄花羊耳蒜（学名：Liparis luteola），为兰科羊耳蒜属下的一个植物种。